# Arda Valles
Le Arda Valles sono una struttura geologica della superficie di Marte.